# Francesco Bonifazi
Francesco Bonifazi (Firenze, 24 giugno 1976) è un politico italiano, senatore eletto con il Partito Democratico alle elezioni politiche del 2018, per poi passare nel 2019 ad Italia Viva di Matteo Renzi.

## Biografia
Nato a Firenze, dove tuttora vive, proveniente da una famiglia inserita nella filiera PCI-PDS-DS, suo padre Franco è stato per anni direttore della centrale del Latte della Toscana Mukki, mentre suo zio, Alberto Bruschini, è stato membro della deputazione generale della Banca Monte dei Paschi di Siena e direttore della Cassa di risparmio di Prato.
Nel 2003 si è laureato in Giurisprudenza all'Università degli Studi di Firenze, conseguendo un master in diritto tributario all'Università degli Studi di Siena nel 2004 e diventando un avvocato del Foro di Firenze nel 2006 con specializzazione in diritto tributario. Inoltre, lavora presso lo studio legale di Umberto Tombari a Firenze, dove conosce Maria Elena Boschi, e nel 2009 apre lo studio legale BL a Firenze.

## Attività politica

### Gli inizi
Muove i primi passi in politica alla fine degli anni '90 con i Democratici di Sinistra (DS), venendo eletto alle elezioni amministrative del 1999 consigliere del Quartiere 3 di Firenze (Gavinana-Galluzzo), dov'è stato prima presidente della Commissione assetto del territorio fino al 2000 e dopo capogruppo dei consiglieri DS fino al 2004.
Tra il 2004 e il 2007 è stato coordinatore dei DS del Quartiere 3 di Firenze e poi del neonato Partito Democratico (PD), mentre dal 2008 al 2009 è stato segretario del circolo PD di Vie Nuove.
Nel 2008, durante le primarie del centro-sinistra per scegliere il candidato sindaco di Firenze alle elezioni amministrative del 2009, è stato capo dello staff elettorale di Michele Ventura, vice-capogruppo vicario del PD alla Camera, candidato dell'area dalemiana del PD.

### Avvicinamento a Matteo Renzi
Dopo la vittoria del giovane Matteo Renzi, presidente della Provincia di Firenze, alle primarie del centrosinistra e diventando il suo candidato sindaco, Bonifazi si avvicina alla sua area politica, di cui inizialmente diffidava, e alle amministrative del 2009 viene candidato al consiglio comunale di Firenze ed eletto tra le file del PD, diventando il suo capogruppo a Palazzo Vecchio sotto l'amministrazione di Renzi.
Nel 2012 ha sostenuto la candidatura di Renzi alle elezioni primarie del centro-sinistra "Italia. Bene Comune" per la scelta del leader della coalizione di centro-sinistra e candidato alla Presidenza del Consiglio.

### Elezione a deputato
Alle elezioni politiche del 2013 viene candidato dal PD alla Camera dei deputati, come espressione della mozione di Matteo Renzi, ed eletto deputato nella circoscrizione Piemonte 2.
Alle elezioni primarie del PD del 2013 sostiene la mozione di Renzi, dove lo vedranno prevalere con un ampio margine del 67,55% di voti rispetto a quelle di Gianni Cuperlo (18,21%) e Pippo Civati (14,24%). Dopo vittoria di Renzi alle primarie e la sua elezione a segretario del PD, viene nominato da quest'ultimo Tesoriere del Partito Democratico, venendo confermato in quel ruolo con il ritorno di Renzi alla segreteria del PD alle primarie del PD del 2017. Durante gli anni di Renzi alla guida del PD viene considerato membro del "giglio magico" (gruppo molto vicino e fedele a Renzi all'interno della corrente renziana del PD).

### Elezione a senatore
Alle elezioni politiche del 2018 viene candidato al Senato della Repubblica ed eletto da capolista del PD nella circoscrizione Toscana. Nella XVIII legislatura è stato membro della 4ª Commissione Difesa, della 6ª Commissione Finanze e tesoro, della 10ª Commissione Industria, commercio, turismo, della Giunta delle elezioni e delle immunità parlamentari, del Comitato parlamentare per i procedimenti di accusa e membro supplente del Consiglio di garanzia.
In vista delle primarie del PD del 2019, Bonifazi sostiene la candidatura dell'ex radicale Roberto Giachetti, candidatosi in extremis a segretario del PD per rivendicare l'attività dei governi Renzi e Gentiloni, per rilanciare l'ala moderata e l'attività riformatrice del partito. Tuttavia vincerà le primarie con il 66% dei voti Nicola Zingaretti, presidente della Regione Lazio e candidato con la carriera amministrativa più lunga alle spalle, mentre Giachetti arriva terzo dopo il segretario uscente del PD Maurizio Martina. Il 17 marzo 2019 viene sostituito da Luigi Zanda come tesoriere del partito.
A seguito della scissione del PD da parte del gruppo dei parlamentari renziani, Bonifazi aderisce il 17 settembre 2019 a Italia Viva, il partito fondato da Renzi di stampo liberale e centrista, venendo nominato tesoriere sia del partito che del gruppo parlamentare del Senato.

### Ritorno alla Camera
Alle elezioni politiche anticipate del 2022 viene ricandidato alla Camera, come capolista nei collegi plurinominali Toscana - 01, Toscana - 02 e Toscana - 03 per la lista elettorale Azione - Italia Viva, venendo in quest'ultimo rieletto deputato. Nella XIX legislatura è membro della 2ª Commissione Giustizia, della Commissione parlamentare di vigilanza sull'anagrafe tributaria e della Commissione parlamentare d'inchiesta sulle cause del disastro del Moby Prince.

## Vicende giudiziarie
A settembre 2018 finisce sotto indagine da parte della Procura di Roma con l'accusa di finanziamento illecito ed emissione di fatture per operazioni inesistenti, nell'ambito dell'inchiesta sui pagamenti alla politica dell'imprenditore Luca Parnasi tramite la sua società Pentapigna, arrestato mesi prima per la vicenda dello stadio della AS Roma, che avrebbe versato 150.000 € alla fondazione "Eyu", presieduta all’epoca da Bonifazi, soldi in realtà destinati al PD ma non iscritti correttamente nei bilanci.
A novembre 2021 viene rinviato a giudizio, insieme ad altre dodici persone (tra cui Parnasi, il deputato e tesoriere della Lega Giulio Centemero e l'ex presidente dell'Assemblea capitolina M5S Marcello De Vito) dal GUP Annalisa Marzano. Ad ottobre 2023 la Procura chiede una condanna a 2 anni e 8 mesi per Bonifazi, il quale però il 5 aprile 2024 viene assolto in primo grado poiché "il fatto non sussiste".